# This Is Not the Album
This Is Note the Album è il primo mixtape del cantante statunitense Austin Mahone, pubblicato il 17 dicembre 2015. Il progetto include interamente materiale inedito prima della sua pubblicazione.

## Tracce
1. Put It on Me (feat. Sage the Gemini) – 3:09
2. Same Girl (feat. Kalin e Myles) – 3:16
3. Brand New – 3:50
4. Do It Right (feat. Rob Villa) – 3:45
5. Rollin (feat. Becky G) – 4:00
6. On Your Way (feat. Kyle) – 4:06
7. Caught Up – 3:16
8. Something So Real – 3:27
9. Love You Anyways (feat. Rob Villa) – 3:31
10. What It Do – 3:35
11. Deep End – 3:49
12. Hate to Let You Go – 3:35
13. Apology – 3:11
14. Who's Gonna Love You Now – 1:35
15. Hold It Against Me – 3:53
16. Not Far – 4:57